# Ванек, Франтишек
Фра́нтишек Ва́нек (чеш. František Vaněk; 3 декабря 1931, Угерски-Острог, Чехословакия — 3 сентября 2020) — чехословацкий тренер и хоккеист, центральный нападающий. Призёр чемпионатов мира и Европы, участник двух Олимпиад, 11-кратный чемпион Чехословакии, двукратный обладатель Кубка Европы. Включён в Зал хоккейной славы Чехии.
С 1968 по 1985 год работал главным тренером чехословацких и швейцарских хоккейных команд. В 1968 году привёл команду ЗКЛ к победе в Кубке Европы. Вместе с клубом «Биль» в 1978 году стал чемпионом Швейцарии.

## Игровая карьера
Ванек начал свою карьеру в родном городе, в команде «Виктория Угерски-Острог». В период с 1946 по 1948 год выступал за «Славой Лостице». С 1948 по 1951 год играл за «Сокол Мохельнице». В 1951 году переехал в Брно, где два года отыграл в команде «Кралово Поле». С 1953 год начал выступать за команду «Руда гвезда», в которой и играл до окончания карьеры.
Вместе с «Руда гвезда» (позднее ставший ЗКЛ) Ванек стал 11-кратным чемпионом Чехословакии, также он дважды брал серебряную медаль и одну бронзовую в чемпионате Чехословакии. Кроме того, Франтишек стал двукратным обладателем первых двух проводимых Кубков Европы. Лучшими по результативности сезонами для Ванека стали сезоны 1962-63 и 1963-64, где он набрал 36 и 45 очков соответственно. В последний свой сезон в игровой карьере Ванек один месяц провёл ещё в качестве играющего тренера.
С 1956 по 1963 год Ванек выступал за сборную Чехословакии. Вместе с командой он завоевал на Чемпионатах мира 3 бронзовые и одну серебряную медаль. Также Ванек выступал на двух Олимпиадах — 1956 и 1960 года. Всего за сборную Франтишек провёл 45 матчей, в которых отметился 14-ю шайбами и 7-ю результативными передачами.
17 апреля 2009 года Ванек был включён в Зал хоккейной славы Чехии.

## Тренерская карьера
Ванек начал тренерскую карьеру в ЗКЛ на следующий же год после окончания карьеры игрока. В дебютный свой год Франтишек выиграл Кубок Европы, а в чемпионате Чехословакии завоевал «серебро», уступив «Дукле» Йиглава 2 очка. В следующие два сезона Ванек привёл ЗКЛ к серебряной и бронзовой медали. По окончании сезона 1969-70 Франтишек покинул Брно.
Два следующих года Ванек возглавлял клуб «Моравия», выступающий в Первой чешской народной хоккейной лиге. Особых достижений с ним он не достиг, заняв лишь 3-е и 7-е место в своей подгруппе.
Далее Ванек отправился в Швейцарию, где тренировал команду «Сьерр». Вместе с клубом он выиграл «серебро» и «бронзу» национального чемпионата. После сезона 1973-74 он вернулся в «ЗКЛ Брно». Но за два года у руля команды Франтишек былых высоких результатов уже не достиг.
С сезона 1976-77 Ванек возглавил швейцарский клуб «Биль». За четыре года он приводил команду ко всем четырём первым местам Швейцарской национальной лиге. Высшего достижения с «Билем» он достиг в 1978 году, приведя клуб к чемпионству.
Последние три года своей тренерской карьеры Ванек провёл в родном городе. Вместе с «Зетор» он занимал места от 8 до 11-го из 12-и команд Чехословацкой лиги.

## Статистика игрока
| Легенда | Легенда                    | Легенда | Легенда                   | Легенда | Легенда    |
| ------- | -------------------------- | ------- | ------------------------- | ------- | ---------- |
| И       | Количество проведённых игр | Штр     | Штрафное время            | +/−     | Плюс-минус |
| Г       | Голы                       | П       | Голевые передачи          | О       | Очки       |
| -       | Статистика неизвестна      | —       | Статистика не учитывалась |         |            |

## Достижения и награды
| Год                                      | Команда      | Достижение                                   | Достижение |
| ---------------------------------------- | ------------ | -------------------------------------------- | ---------- |
| Клубные                                  |              |                                              |            |
| 1954                                     | Руда гвезда  | Серебряный призёр чемпионата Чехословакии    |            |
| 1955, 1956, 1957, 1958, 1960, 1961, 1962 | Руда гвезда  | Чемпион Чехословакии (11)                    |            |
| 1963, 1964, 1965, 1966                   | ЗКЛ          | Чемпион Чехословакии (11)                    |            |
| 1959                                     | Руда гвезда  | Бронзовый призёр чемпионата Чехословакии (2) |            |
| 1967                                     | ЗКЛ          | Бронзовый призёр чемпионата Чехословакии (2) |            |
| 1966, 1967                               | ЗКЛ          | Обладатель Кубка Европы (2)                  |            |
| Международные                            |              |                                              |            |
| 1956, 1958, 1963                         | Чехословакия | Бронзовый призёр чемпионата Европы (3)       |            |
| 1957, 1959, 1963                         | Чехословакия | Бронзовый призёр чемпионата мира (3)         |            |
| 1959, 1960                               | Чехословакия | Серебряный призёр чемпионата Европы (2)      |            |
| 1961                                     | Чехословакия | Серебряный призёр чемпионата мира            |            |
| 1961                                     | Чехословакия | Чемпион Европы                               |            |

| Год        | Команда | Достижение                                    | Достижение |
| ---------- | ------- | --------------------------------------------- | ---------- |
| 1968       | ЗКЛ     | Обладатель Кубка Европы                       |            |
| 1968, 1969 | ЗКЛ     | Серебряный призёр чемпионата Чехословакии (2) |            |
| 1970       | ЗКЛ     | Бронзовый призёр чемпионата Чехословакии      |            |
| 1973       | Сьерр   | Серебряный призёр чемпионата Швейцарии (2)    |            |
| 1979       | Биль    | Серебряный призёр чемпионата Швейцарии (2)    |            |
| 1974       | Сьерр   | Бронзовый призёр чемпионата Швейцарии (2)     |            |
| 1977       | Биль    | Бронзовый призёр чемпионата Швейцарии (2)     |            |
| 1978       | Биль    | Чемпион Швейцарии                             |            |

| Год  | Достижение                          | Достижение |
| ---- | ----------------------------------- | ---------- |
| 2009 | Включён в зал хоккейной славы Чехии |            |